# Anèmia macrocítica
Macrocítica significa en grec "cèl·lula gran". Una anèmia macrocítica és l'anèmia (insuficient concentració d'hemoglobina en la sang) en la qual els eritròcits (glòbuls vermells) són més grans que el seu volum normal (80-100 femtolitres). La condició de tenir els glòbuls vermells que són en mitjana molt gran, es diu macrocitosi.
En una anèmia macrocítica les cèl·lules vermelles més grans s'associen sempre amb un nombre insuficient de cèl·lules i, i així el contingut d'hemoglobina en la sang també és insuficient.
L'anèmia macrocítica no és una malaltia, sinó una condició: una classificació general d'un conjunt de patologies. Moltes patologies se sap que provoquen una anèmia macrocítica, però que produeixen conjunts lleugerament diferent de les aparences, algunes de les quals són detectables en la morfologia de les cèl·lules vermelles i blanques, i altres només en proves químiques a la sang.
La més freqüent és l'anèmia megaloblàstica.

## Causes
- Deficiència de vitamina B12
- Deficiència d'àcid fòlic
- Hepatopatia
- Hipotiroïdisme